# Cyclops rubens
Cyclops rubens is een eenoogkreeftjessoort uit de familie van de Cyclopidae. De wetenschappelijke naam van de soort is voor het eerst geldig gepubliceerd in 1785 door Müller O.F..